# 伊健
伊 健 (い けん、イー ジェン、2001年2月9日 - )は、中華人民共和国の野球選手。広東レパーズ所属。

## 経歴

### プロ入り前
河北省廊坊市の農村、伊指揮営村出身。野球との出会いは2010年、いとこの伊帥（後に上海ゴールデンイーグルスに所属）が選手発掘のために廊坊市を訪れた野球強豪校である北京市大成学校のコーチにスカウトされたのがきっかけだった。それを聞いて、野球というスポーツに対する好奇心と都会の北京で親の管理下から逃れて自由に生活できるという考えから、同じ道を進むことを決心した。両親は当初反対したが、息子の固い意思と野球が将来に繋がる可能性から結局は同意した。同年8月に再び廊坊市を訪れた李偉監督に選ばれ、9歳で北京大成学校へ入学することになった。

しかし当初の目論見は外れ、そこは外部との連絡手段は絶たれ、帰省は春節中のみ、午前中の授業が終わった後に10時間以上練習するという厳しい環境だった。そんな日々の中で心が折れ、2年目に帰省した際に学校をやめると両親に泣きついたが、北京行きを認める代わりに諦めないことを約束させた母親に殴られ、留まることになった。
過酷なトレーニングが実を結び、伊健は先発投手として何度も大成学校を全国大会優勝へと導き、最優秀投手に複数回選ばれるほどの選手へと成長した。卒業後は遼寧省のチームに選抜された。2017年には、テストに合格して南京のMLBデベロップメントセンター（MLB棒球发展中心、MLBDC）に入学することになった。そこで英語教育と体系的かつ科学的なトレーニングを受け、中学時代最速130kmだった球速も143kmまで上昇した。 2018年9月のBFA U-18アジア選手権大会（宮崎市）では中国代表に選ばれ来日。日本戦で登板した。

### ブルワーズ傘下時代
2018年8月付けでミルウォーキー・ブルワーズとマイナー契約を結び、翌年3月に大成学校時代からの同期である趙倫、寇永康と共に入団会見を行った。
1年目はアリゾナリーグ（Rk級）のブルワーズ・ブルー（後にブルワーズ・ゴールドに移籍）に所属したが、アメリカの冷たい食事が口に合わず下痢に苦しみ、体重と球速が落ちるなど適応に苦労した。その後、徐々に慣れていったものの、最終的には15試合19回で30被安打、防御率7.58という成績に終わった。
2020年は新型コロナウイルスの感染拡大の影響によりマイナーリーグ公式戦が中止となりプレーすることができなかった。6月にチームからリリースされた。

### 広東レオパーズ時代
帰国後は、北京大成学校時代の恩師である李偉が監督を務め、いとこの伊帥も所属している広東レオパーズに入団した。
2023 ワールド・ベースボール・クラシックの中国代表に選ばれた。この大会では2試合に登板し、防御率は135.0だった。

## プレースタイル・人物
遠投107メートル、60ヤード走7秒02という身体能力から最速143km/h(2018年)の速球を投げる。
Wikipedia上の豊富な情報量から、日本のSNSでは「Wikipedia最強投手」の異名で呼ばれることもある。
MLBDCで付けられた英名は"Ian"。

## 代表歴
- 2023 ワールド・ベースボール・クラシック中国代表
- 2022年アジア競技大会（2023年、杭州）